# Golden Cup masculina 2007
La Golden Cup masculina 2007 - Memorial Àlex Ros, promocionada sota la denominació Grup Tarradellas Cup 2007, fou una competició d'hoquei sobre patins disputada entre el 30 de maig i el 3 de juny de 2007 a Blanes (Catalunya) amb les seleccions nacionals masculines de Brasil, Catalunya, Colòmbia, França, Itàlia, Xile, un combinat internacional anomenat World Protex, i l'equip amfitrió, el Blanes Hoquei Club.
Paral·lelament a la competició masculina, es disputà al mateix lloc durant les mateixes dates la Golden Cup femenina 2007, segona edició en aquesta categoria.
Aquest torneig està reconegut pel Comitè Internacional d'Hoquei sobre patins (CIRH) el que li comporta un nivell d'equips participants equiparable a les grans cites mundials. Per aquest motiu, les dates coincidiren una mica abans de la celebració del Campionat del Món "A" 2007 que es disputà a Montreux (Suïssa) entre el 16 i el 23 de juny.
Com a novetat, el torneig masculí va ampliar el cartell d'equips fins a 8, i es posaren en pràctica durant el torneig algunes de les normatives aprovades poc abans, i algunes de noves, per fer encara més espectacular l'hoquei sobre patins.
Abans de disputar-se el partit entre el Blanes HC i la selecció catalana, es va homenatjar a Àlex Ros. Posteriorment, el grup musical blanenc Bizarre va fer un petit concert i va estrenar el nou himne del Blanes Hoquei Club, composta per aquest mateix grup i lletrada per Pedro Hormigo.
La primera semifinal disputada entre Catalunya i la selecció World Protex, juntament amb la final del campionat, foren retransmeses en directe per la televisió pública catalana a través del canal 33.
A més a més, al migdia del darrer dia de competició es jugà un partit d'exhibició entre persones que pateixen algun tipus de minusvalidesa amb la intenció d'apropar més l'hoquei sobre patins a tota la societat. D'aquesta manera es volia demostrar que és un esport proper i que el pot practicar qualsevol persona.

## Participants
| Grup A | Grup A             |
| ------ | ------------------ |
|        | Blanes Hoquei Club |
|        | Catalunya          |
|        | Colòmbia           |
|        | Xile               |

### Blanes Hoquei Club
L'equip amfitrió arribà amb ganes de revalidar el títol aconseguit en la darrera ocasió en què es van proclamar campions de la Golden Cup masculina 2006. Tanmateix, l'assoliment del títol de la Copa espanyola l'any 2001 no deixava de ser una garantia de futur per proclamar-se vencedor en aquesta competició.
| Dorsal | Nom                | Posició       | Equip     |
| ------ | ------------------ | ------------- | --------- |
| 1      | Ernest Freixas     | porter        | Blanes HC |
| 2      | Ramon Benito       | defensa       | Blanes HC |
| 3      | Ferran Formatjé    | mig           | Blanes HC |
| 4      | Xavier Lladó       | mig           | Blanes HC |
| 5      | Osvaldo Raed       | davanter      | Blanes HC |
| 6      | "Kimi" Ridaura     | davanter      | Blanes HC |
| 7      | David Plaza        | mig           | Blanes HC |
| 8      | Xavier Armengol    | mig           | Blanes HC |
| 9      | Àlex Ridaura       | mig           | Blanes HC |
| 10     | Xavier Calonge     | porter        | Blanes HC |
|        | Francesc Sucarrats | seleccionador |           |

### Catalunya
La selecció catalana presentà un equip totalment renovat amb un planter jove i amb molta projecció de futur. Tal com succeí en anteriors edicions, Catalunya aspirava a guanyar el trofeu de la Golden Cup 2007 i superar el tercer lloc assolit l'any passat.
| Dorsal | Nom              | Posició       | Equip         |
| ------ | ---------------- | ------------- | ------------- |
|        | Oriol Bargalló   | porter        | Igualada HC   |
|        | Jordi Esteve     | defensa       | CE Noia       |
|        | Joan Feixas      | davanter      | CE Noia       |
|        | Albert Casanovas | defensa       | Reus Deportiu |
|        | Jordi Adroher    | davanter      | CP Vic        |
|        | Jordi Carbó      | defensa       | CP Vic        |
|        | Quim Pujadas     | davanter      | CP Vic        |
|        | David Arellano   | porter        | CP Vilanova   |
|        | Daniel Rodríguez | defensa/mig   | CH Lloret     |
|        | Raül Pelicano    | defensa       | CP Voltregà   |
|        | Marc Navarro     | defensa/mig   | CH Mataró     |
|        | Jordi Bartrés    | davanter      | CH Mataró     |
|        | Jordi López      | porter        | CH Lloret     |
|        | Jordi Camps      | seleccionador |               |

### Colòmbia
La selecció colombiana arribà a Blanes amb el coneixement de ser un dels equips amb més dificultat per assolir un bon resultat. Tanmateix, varen ser tercers al Campionat del Món "B" 2006 i vencedors dels Campionat del Món "B" 2002.
| Dorsal | Nom              | Posició       | Equip          |
| ------ | ---------------- | ------------- | -------------- |
|        | Corral           | porter        |                |
|        | Néstor Ramírez   | defensa       | HC Piera       |
|        | Roger Monroy     | defensa       | Genève RHC     |
|        | Frank Palacios   | davanter      | SC Thunerstern |
|        | Carvajal         |               |                |
|        | Andrés Delgado   |               | Nantes ARH     |
|        | Freddy Gutiérrez |               | HC Sant Just   |
|        | Adrián Triana    |               |                |
|        | Álex Triana      |               | HC Sant Just   |
|        | ?                | seleccionador |                |

### Xile
L'esquadra de Xile arribà a la Golden Cup 2007 amb les expectatives incertes pel que fa als resultats. Aquesta selecció sempre cal tenir-la en compte perquè podia donar la sorpresa. Els darrers resultats a nivell internacional són el 10é lloc al Campionat del Món "A" 2005 i 9é al Campionat del Món "A" 2003.
| Dorsal | Nom                 | Posició       | Equip                |
| ------ | ------------------- | ------------- | -------------------- |
|        | Rodrigo Rodríguez   | porter        | Macarena de Sevilla  |
|        | Diego Jiménez       | davanter      | Modena Hockey        |
|        | Juan Pablo Díaz     | defensa       |                      |
|        | Jorge Salgado       | defensa       |                      |
|        | Pablo Jara          | davanter      | Modena Hockey        |
|        | Gonzalo Andrade     | defensa       | CSA de Pamplona      |
|        | Nicolás Fernández   | davanter      | Dramático de Cascais |
|        | Armando Quintanilla | mig           | Dramático de Cascais |
|        | Matías Escudero     | porter        |                      |
|        | Rodrigo Quintanilla | seleccionador |                      |

| Grup B | Grup B       |
| ------ | ------------ |
|        | Brasil       |
|        | França       |
|        | Itàlia       |
|        | World Protex |

### Brasil
L'esquadra brasilera es plantà a la Golden Cup 2007 com el millor equip americà del torneig. Els resultats obtinguts recentment en competicions internacionals, 8a al Campionat del Món "A" 2005 i 5a al Campionat del Món "A" 2003, avalaven un bon presagi en la competició catalana.
| Dorsal | Nom                    | Posició       | Equip               |
| ------ | ---------------------- | ------------- | ------------------- |
| 1      | Eduardo Souto          | porter        | Sport Recife        |
| 2      | Leandro Wada           | mig           | Juventude de Viana  |
| 3      | Michel Zanini          | defensa       | CSA de Pamplona     |
| 4      | Alan Karam             | mig           | Hockey Novara       |
| 5      | Luis Antonio d'Azevedo | mig           | Sport Recife        |
| 6      | Rafael Novaes          | defensa       | Sport Recife        |
| 7      | Breno Vieira           | davanter      | Nautico             |
| 8      | Bruno Matos            | davanter      | Candelária SC       |
| 9      | Cláudio Selva "Cacau"  | davanter      | OC Barcelos         |
| 10     | Aurélio Paludo Rieger  | porter        | Portuguès de Recife |
|        | Leônidas Azzi          | seleccionador |                     |

### França
La selecció d'hoquei patins de França es presentaren a Blanes com un rival a tenir en compte per tot aquell equip que desitgés guanyar la copa. França resultà 6a al Campionat del Món "A" 2005 i 2003.
| Dorsal | Nom              | Posició       | Equip           |
| ------ | ---------------- | ------------- | --------------- |
| 1      | Nicolas Guillen  | porter        | SA Mérignac     |
| 2      | Julien Huvelin   | davanter      | La Vendéenne    |
| 3      | Lionel Savreux   | davanter      | SCRA Saint-Omer |
| 4      | Josselin Laborde |               | SPRS Ploufragan |
| 5      | Jérôme Moriceau  | davanter      | La Vendéenne    |
| 6      | Rémi Hourcq      | davanter      | SA Mérignac     |
| 7      | Nicolas Guilbert | davanter      | SCRA Saint-Omer |
| 8      | Sylvain Brochard |               | Nantes ARH      |
| 9      | Igor Tarassioux  | defensa       | SCRA Saint-Omer |
| 10     | Olivier Gelebart | porter        | HC Quévert      |
|        | Fabien Savreux   | seleccionador |                 |

### Itàlia
Un clar aspirant a aixecar la Golden Cup 2007 fou la selecció azzurra. El bon resultat obtingut al Campionat del Món "A" 2005 (4a posició) i els precedents històrics, avalaven a aquest combinat. Calia recordar que Itàlia havia guanyat el títol absolut del Campionat del Món d'hoquei patins en quatre ocasions (97, 88, 86 i 53). Aquests mateixos jugadors foren els que participaren poc després al Campionat del Món "A" 2007 que es disputà a Montreux (Suïssa).
| Dorsal | Nom                | Posició       | Equip             |
| ------ | ------------------ | ------------- | ----------------- |
| 1      | Andrea dal Zotto   | porter        | Primavera Prato   |
| 2      | Davide Motaran     | defensa       | Hockey Novara     |
| 3      | Marco Motaran      | defensa       | Amatori Lodi      |
| 4      | Giovanni Zen       | davanter      | Bassano Hockey 54 |
| 5      | Nicola Palagi      | defensa/mig   | CGC Viareggio     |
| 6      | Sergio Festa       | davanter      | Roller Salerno    |
| 7      | Mattia Cocco       | davanter      | Hockey Valdagno   |
| 8      | Alberto Peripolli  | davanter      | Hockey Breganze   |
| 9      | Leonardo Squeo     | davanter      | CGC Viareggio     |
| 10     | Leonardo Barozzi   | porter        | CGC Viareggio     |
| 11     | Marco Liberalon    | defensa       | Roller Bassano    |
|        | Alessandro Cupisti | seleccionador |                   |

### World Protex
La selecció "World Protex", també coneguda com a "Protex All Stars" o "selecció mundial Protex", fou l'aportació més innovadora, en qüestions d'equip, a la Golden Cup. Aquest equip estava compost per alguns dels millors jugadors del món que tenien contracte amb Protex, empresa esportiva catalana especialitzada en patinatge. L'alta qualitat dels jugadors juntament amb la poca experiència conjunta en el joc, feren d'aquest equip la nota enigmàtica del torneig.
| Dorsal | Nom                      | Posició       | Equip            |
| ------ | ------------------------ | ------------- | ---------------- |
| 1      | Edi Nicoletti            | porter        | CP Tenerife      |
| 2      | Filipe Santos            | defensa/mig   | FC Porto         |
| 3      | Miguel Ángel Sánchez     | defensa       | CP Tenerife      |
| 4      | Pere Varias              | defensa       | CE Noia          |
| 5      | Jurandyr da Silva "Didí" | davanter      | UD Oliveirense   |
| 6      | Toni Sánchez             | mig           | Reus Deportiu    |
| 7      | Enrico Mariotti          | mig           | Follonica Hockey |
| 8      | Mirko Bertolucci         | davanter      | Follonica Hockey |
| 9      | Alessandro Bertolucci    | defensa       | Follonica Hockey |
| 10     | Joan Ignasi Edo          | porter        | FC Porto         |
|        | Miquel Umbert            | seleccionador |                  |

## Fase Regular
Els horaris corresponen a l'hora d'estiu dels Països Catalans (zona horària: UTC+2).

### Llegenda
En les taules següents:
| Pts = Punts totals PJ = Partits jugats PG = Partits guanyats PE = Partits empatats PP = Partits perduts GF = Gols a favor |  | GC = Gols en contra DG = Diferència de gols (GF-GC) Ressaltat en verd = Equip classificat per la segona fase. Ressaltat en vermell = Equip eliminat per la segona fase. (p) = Gol de penal (fd) = Gol de falta directa |  |  |

### Grup A
| Equip     | Pts | PJ | PG | PE | PP | GF | GC | DG  |
| --------- | --- | -- | -- | -- | -- | -- | -- | --- |
| Blanes HC | 6   | 3  | 2  | 0  | 1  | 11 | 3  | +8  |
| Catalunya | 6   | 3  | 2  | 0  | 1  | 16 | 6  | +10 |
| Xile      | 6   | 3  | 2  | 0  | 1  | 8  | 10 | -2  |
| Colòmbia  | 0   | 3  | 0  | 0  | 3  | 3  | 19 | -16 |

| 30 de maig de 2007 19:00                |     |                                        |                                                     |
| Catalunya                               | 3-4 | Xile                                   | Pavelló d'Esports de Blanes Àrbitres: Molina i Ribó |
| Pelícano 21' Casanovas 37' (p), 43' (p) |     | Jara 30', 31', 42' (p) Andrade 47' (p) | Pavelló d'Esports de Blanes Àrbitres: Molina i Ribó |

| 30 de maig de 2007 20:30                         |     |          |                                                                |
| Blanes HC                                        | 5-0 | Colòmbia | Pavelló d'Esports de Blanes Àrbitres: Alemany i López Expósito |
| Raed 8' (p), 28', 44' (p) Lladó 27' Armengol 47' |     |          | Pavelló d'Esports de Blanes Àrbitres: Alemany i López Expósito |

| 31 de maig de 2007 19:00                                                                         |      |           |                                                      |
| Catalunya                                                                                        | 11-1 | Colòmbia  | Pavelló d'Esports de Blanes Àrbitres: Molina i Gómez |
| Casanovas 4', 36' Feixas 10' (p), 35', 42' Pelícano 12', 44' Pujadas 16', 17' Rodríguez 21', 47' |      | Monroy 7' | Pavelló d'Esports de Blanes Àrbitres: Molina i Gómez |

| 31 de maig de 2007 20:30 |     |                                                                |                                                    |
| Xile                     | 1-5 | Blanes HC                                                      | Pavelló d'Esports de Blanes Àrbitres: Vidal i Ribó |
| Andrade 28'              |     | Benito 8', 35' (fd) K. Ridaura 20' Plaza 24' Armengol 28' (fd) | Pavelló d'Esports de Blanes Àrbitres: Vidal i Ribó |

| 1 de juny de 2007 17:00             |     |                       |                                                                |
| Xile                                | 3-2 | Colòmbia              | Pavelló d'Esports de Blanes Àrbitres: López Expósito i Buixeda |
| Andrade 16' Salgado 27' Jiménez 48' |     | Monroy 4' Ramírez 49' | Pavelló d'Esports de Blanes Àrbitres: López Expósito i Buixeda |

| 1 de juny de 2007 20:30 |     |                       |                                                      |
| Blanes HC               | 1-2 | Catalunya             | Pavelló d'Esports de Blanes Àrbitres: Ribó i Pashaei |
| K. Ridaura 28'          |     | Pujadas 17' Carbó 22' | Pavelló d'Esports de Blanes Àrbitres: Ribó i Pashaei |

### Grup B
| Equip        | Pts | PJ | PG | PE | PP | GF | GC | DG  |
| ------------ | --- | -- | -- | -- | -- | -- | -- | --- |
| World Protex | 9   | 3  | 3  | 0  | 0  | 20 | 6  | +14 |
| França       | 4   | 3  | 1  | 1  | 1  | 8  | 11 | -3  |
| Brasil       | 2   | 3  | 0  | 2  | 1  | 13 | 17 | -4  |
| Itàlia       | 1   | 3  | 0  | 1  | 2  | 7  | 14 | -7  |

| 30 de maig de 2007 16:00                                                  |     |            |                                                               |
| World Protex                                                              | 6-1 | França     | Pavelló d'Esports de Blanes Àrbitres: Prades i López Expósito |
| T. Sánchez 5', 6' M. Bertolucci 8' Santos 18' "Didí" 28' (p) Mariotti 46' |     | Hourcq 49' | Pavelló d'Esports de Blanes Àrbitres: Prades i López Expósito |

| 30 de maig de 2007 17:30                        |     |                                           |                                                       |
| Itàlia                                          | 5-5 | Brasil                                    | Pavelló d'Esports de Blanes Àrbitres: Vidal i Alemany |
| D. Motaran 5', 26' Zen 22' Palagi 29' Squeo 49' |     | Selva "Cacau" 28', 30', 36', 49' Wada 42' | Pavelló d'Esports de Blanes Àrbitres: Vidal i Alemany |

| 31 de maig de 2007 16:00 |     |                                               |                                                              |
| Itàlia                   | 2-4 | França                                        | Pavelló d'Esports de Blanes Àrbitres: Gómez i López Expósito |
| Squeo 8' Cocco 10'       |     | Guilbert 24' Moriceau 27', 48' Tarassioux 45' | Pavelló d'Esports de Blanes Àrbitres: Gómez i López Expósito |

| 31 de maig de 2007 17:30                                                                                       |     |                                                |                                                        |
| World Protex                                                                                                   | 9-5 | Brasil                                         | Pavelló d'Esports de Blanes Àrbitres: Prades i Alemany |
| M. Bertolucci 4' Varias 8' M.A. Sánchez 12', 22' T. Sánchez 30', 34' A. Bertolucci 30' Mariotti 37' "Didí" 37' |     | Karam 1' Zanini 8', 11' Selva "Cacau" 20', 31' | Pavelló d'Esports de Blanes Àrbitres: Prades i Alemany |

| 1 de juny de 2007 15:30             |     |                                     |                                                       |
| França                              | 3-3 | Brasil                              | Pavelló d'Esports de Blanes Àrbitres: Gómez i Buixeda |
| Hourcq 25' Guilbert 26' Savreux 43' |     | Selva "Cacau" 2', 27' (p) Karam 24' | Pavelló d'Esports de Blanes Àrbitres: Gómez i Buixeda |

| 1 de juny de 2007 18:30 |     |                                                         |                                                      |
| Itàlia                  | 0-5 | World Protex                                            | Pavelló d'Esports de Blanes Àrbitres: Vidal i Prades |
|                         |     | "Didí" 4', 12' M. Bertolucci 31', 43' M. A. Sánchez 37' | Pavelló d'Esports de Blanes Àrbitres: Vidal i Prades |

## Fase Final
|  | Semifinals                                     | Semifinals                                     |   |                                                | Final                                          | Final |
|  |                                                |                                                |   |                                                |                                                |       |
|  | 2 de juny - Blanes Pavelló d'Esports de Blanes |                                                |   |                                                |                                                |       |
|  | World Protex                                   | 7                                              |   |                                                |                                                |       |
|  | Catalunya                                      | 3                                              |   |                                                |                                                |       |
|  |                                                |                                                |   |                                                |                                                |       |
|  |                                                |                                                |   |                                                | 3 de juny - Blanes Pavelló d'Esports de Blanes |       |
|  |                                                |                                                |   |                                                | World Protex                                   | 4     |
|  |                                                | Blanes HC                                      | 6 |                                                |                                                |       |
|  |                                                |                                                |   |                                                |                                                |       |
|  |                                                |                                                |   |                                                |                                                |       |
|  |                                                |                                                |   |                                                | Tercer lloc                                    |       |
|  | 2 de juny - Blanes Pavelló d'Esports de Blanes | 2 de juny - Blanes Pavelló d'Esports de Blanes |   | 3 de juny - Blanes Pavelló d'Esports de Blanes | 3 de juny - Blanes Pavelló d'Esports de Blanes |       |
|  | Blanes HC                                      | 5                                              |   | Catalunya                                      | 5                                              |       |
|  | França                                         | 2                                              |   |                                                | França                                         | 1     |

### Semifinal 1
| 2 de juny de 2007 16:30                                         |     |                             |                                                      |
| World Protex                                                    | 7-3 | Catalunya                   | Pavelló d'Esports de Blanes Àrbitres: Molina i Bifet |
| M. Bertolucci 4', 8', 11', 38' Mariotti 11' T. Sánchez 30', 37' |     | Casanovas 1', 46' Feixas 8' | Pavelló d'Esports de Blanes Àrbitres: Molina i Bifet |

### Cinquè i sisè lloc
| 2 de juny de 2007 18:00           |     |                                              |                                                        |
| Xile                              | 3-4 | Brasil                                       | Pavelló d'Esports de Blanes Àrbitres: Prades i Alemany |
| Jara 11' (p) Salgado 36' Díaz 48' |     | Azevedo 10' Selva "Cacau" 18', 24' (fd), 37' | Pavelló d'Esports de Blanes Àrbitres: Prades i Alemany |

### Semifinal 2
| 2 de juny de 2007 19:30                                  |     |                               |                                                             |
| Blanes HC                                                | 5-2 | França                        | Pavelló d'Esports de Blanes Àrbitres: Ribó i López Expósito |
| Raed 3' Armengol 16' Benito 19', 31' (fd) A. Ridaura 25' |     | Huvelin 25' Moriceau 33' (fd) | Pavelló d'Esports de Blanes Àrbitres: Ribó i López Expósito |

### Setè i vuitè lloc
| 2 de juny de 2007 21:00       |     |                                                        |                                                       |
| Colòmbia                      | 3-6 | Itàlia                                                 | Pavelló d'Esports de Blanes Àrbitres: Gómez i Alemany |
| Ramírez 10', 47' Carvajal 18' |     | Peripolli 4', 4' M.Motaran 10' Cocco 38' 46', 48' (fd) | Pavelló d'Esports de Blanes Àrbitres: Gómez i Alemany |

### Partit d'exhibició
| 3 de juny de 2007 13:30 |                    |  |                             |
|                         | Partit d'exhibició |  | Pavelló d'Esports de Blanes |
|                         |                    |  | Pavelló d'Esports de Blanes |

### Tercer i quart lloc
| 3 de juny de 2007 15:00                                |     |              |                                                    |
| Catalunya                                              | 5-1 | França       | Pavelló d'Esports de Blanes Àrbitres: Ribó i Gómez |
| Pelícano 11', 18' Rodríguez 24' Pujadas 26' Feixas 45' |     | Guilbert 34' | Pavelló d'Esports de Blanes Àrbitres: Ribó i Gómez |

### Final
| 3 de juny de 2007 17:00                                            |     |                                                |                                                    |
| Blanes HC                                                          | 6-4 | World Protex                                   | Pavelló d'Esports de Blanes Àrbitres: Ribó i Gómez |
| Armengol 6', 11', 46' (fd) Lladó 34' K. Ridaura 41' A. Ridaura 49' |     | T. Sánchez 10', 42' "Didí" 16' (fd) Varias 46' | Pavelló d'Esports de Blanes Àrbitres: Ribó i Gómez |

| Campió BLANES HOQUEI CLUB |

## Classificació final
| Equip | Equip        | Pts | PJ | PG | PE | PP | GF | GC | DG  | Rend |
| ----- | ------------ | --- | -- | -- | -- | -- | -- | -- | --- | ---- |
| 1r    | Blanes HC    | 8   | 5  | 4  | 0  | 1  | 22 | 9  | +13 | 80%  |
| 2n    | World Protex | 8   | 5  | 4  | 0  | 1  | 31 | 15 | +16 | 80%  |
| 3r    | Catalunya    | 6   | 5  | 3  | 0  | 2  | 23 | 14 | +9  | 60%  |
| 4t    | França       | 3   | 5  | 1  | 1  | 3  | 11 | 21 | -10 | 30%  |
| 5è    | Brasil       | 4   | 4  | 1  | 2  | 1  | 17 | 20 | -3  | 40%  |
| 6è    | Xile         | 4   | 4  | 2  | 0  | 2  | 11 | 14 | -3  | 40%  |
| 7è    | Itàlia       | 3   | 4  | 1  | 1  | 2  | 13 | 17 | -4  | 30%  |
| 8è    | Colòmbia     | 0   | 4  | 0  | 0  | 4  | 6  | 25 | -19 | 0%   |

## Màxims golejadors
Article principal: Llista completa de golejadors
| Jugador                  | Selecció     | Gols |
| ------------------------ | ------------ | ---- |
| Cláudio Selva "Cacau"    | Brasil       | 11   |
| Toni Sánchez             | World Protex | 8    |
| Mirko Bertolucci         | World Protex | 8    |
| Xavier Armengol          | Blanes HC    | 6    |
| Albert Casanovas         | Catalunya    | 6    |
| Joan Feixas              | Catalunya    | 5    |
| Raül Pelicano            | Catalunya    | 5    |
| Jurandyr da Silva "Didí" | World Protex | 5    |
| Osvaldo Raed             | Blanes HC    | 4    |
| Quim Pujadas             | Catalunya    | 4    |
| Mattia Cocco             | Itàlia       | 4    |
| Pablo Jara               | Xile         | 4    |